# Tjaikovskys liv og musik
Tjaikovskys liv og musik (russisk: Чайковский, translit.: Tjajkovskij) er en sovjetisk spillefilm fra indspillet i 1969 produceret af Mosfilm og instrueret af Igor Talankin.
Filmen blev nomineret til en Oscar for bedste fremmedsprogede film ved Oscaruddelingen i 1972.
Filmen havde premiere i USSR den 31. august 1970. Filmen havde dansk biografpremiere den 26. december 1973 i Bio Lyngby.

## Handling
Filmen handler om komponisten Pjotr Ilitj Tjajkovskijs liv fra den tidlige barndom. Historien er baseret på Tjajkovskij korrespondance med Nadesjda von Meck. Filmen afspejler historien om oprettelsen af Tjajkovskijs mesterværker: den første koncert, balletten Nøddeknækkeren og operaerne Eugen Onegin og Spar Dame.

## Medvirkende
- Innokentij Smoktunovskij som Pjotr Ilitj Tjajkovskij
- Antonina Shuranova som Nadezjda von Meck
- Kirill Lavrov som Władysław Pachulski
- Vladislav Strzjeltsjik som Nikolaj Rubinstein
- Jevgenij Leonov som Aljosja